# Villa Ottarsberg

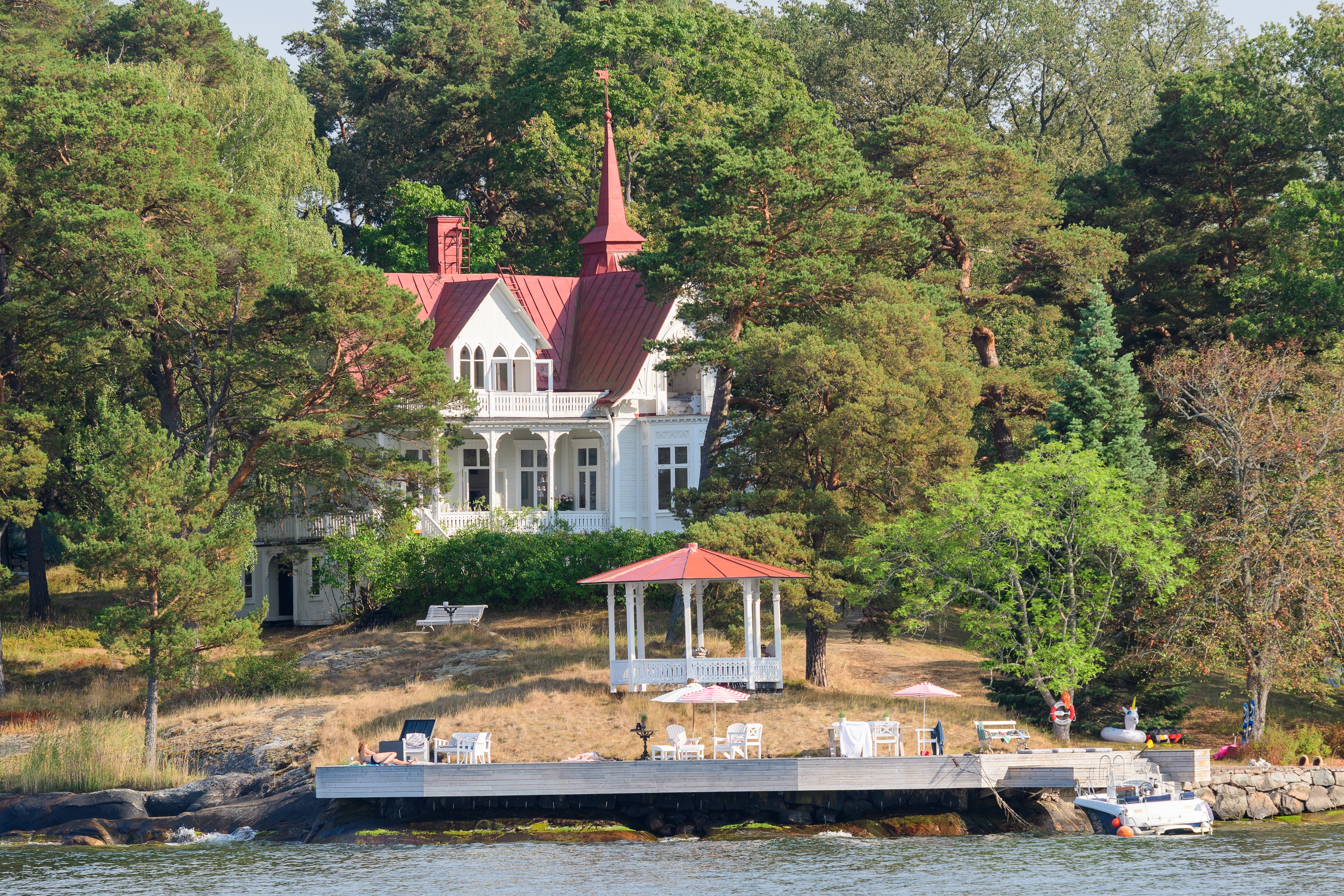
Villan i augusti 2018.

Villa Ottarsberg är en byggnadsminnesförklarad byggnad på ön Edlunda i Stockholms innerskärgård.
Villa Ottarsberg uppfördes omkring 1884 av ornamentbildhuggaren Adolf Nyholm (1829-99) och blev byggnadsminne 1984. Byggnaden har två våningar och är försedd med ett trapptorn. Fasaderna är i pärlspont i gulockra i varierande mönster och har lövsågerier i brunockra. Huset har kvar sitt ursprungliga falsade plåttak. Inne i huset finns, troligen ursprungliga, sidentapeter i salongen och i ett rum på övervåningen.
Villa Ottarsberg är ett byggnadsminne sedan 1984.